# Pfarrkirche Senftenberg

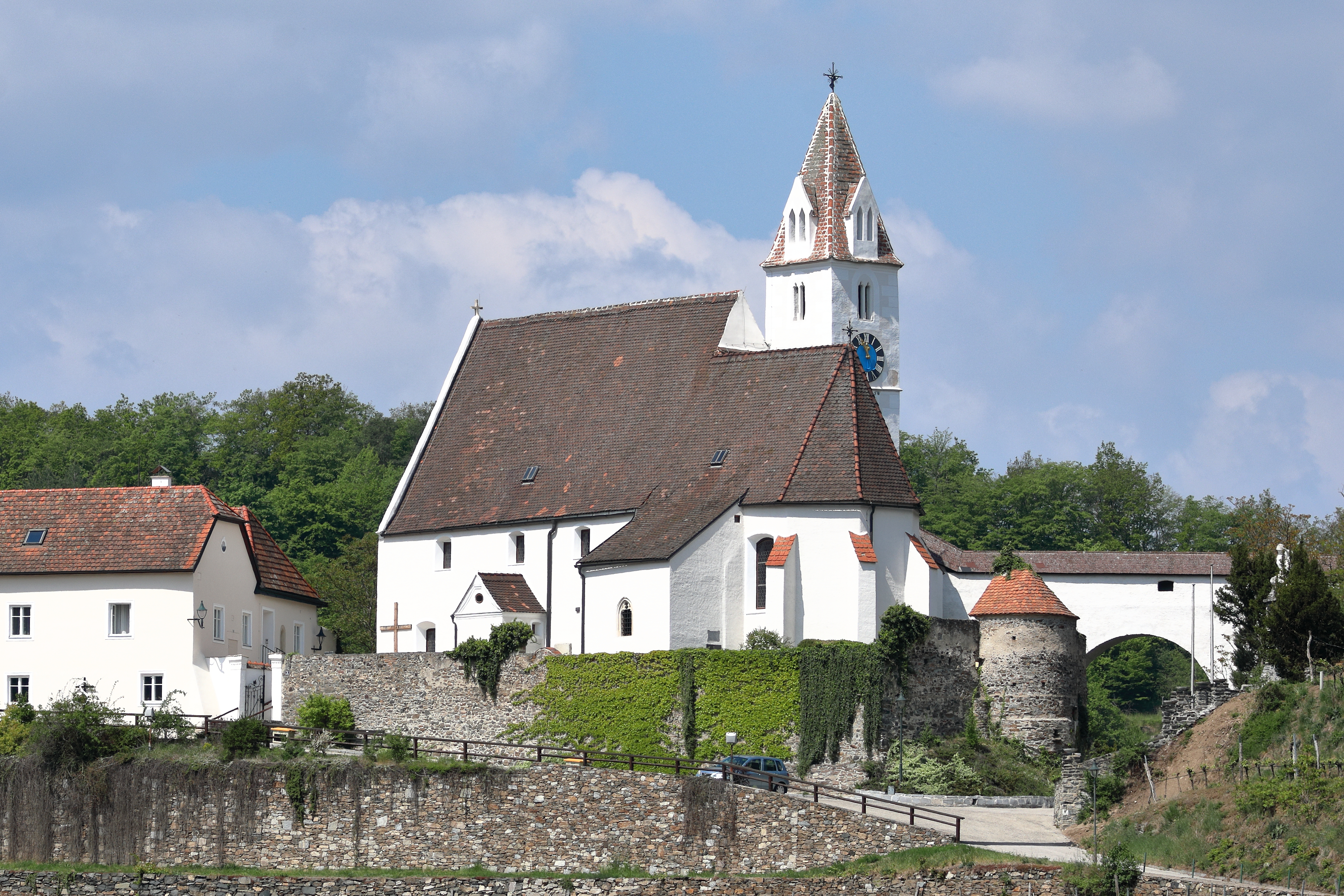
Katholische Pfarrkirche hl. Andreas in Senftenberg

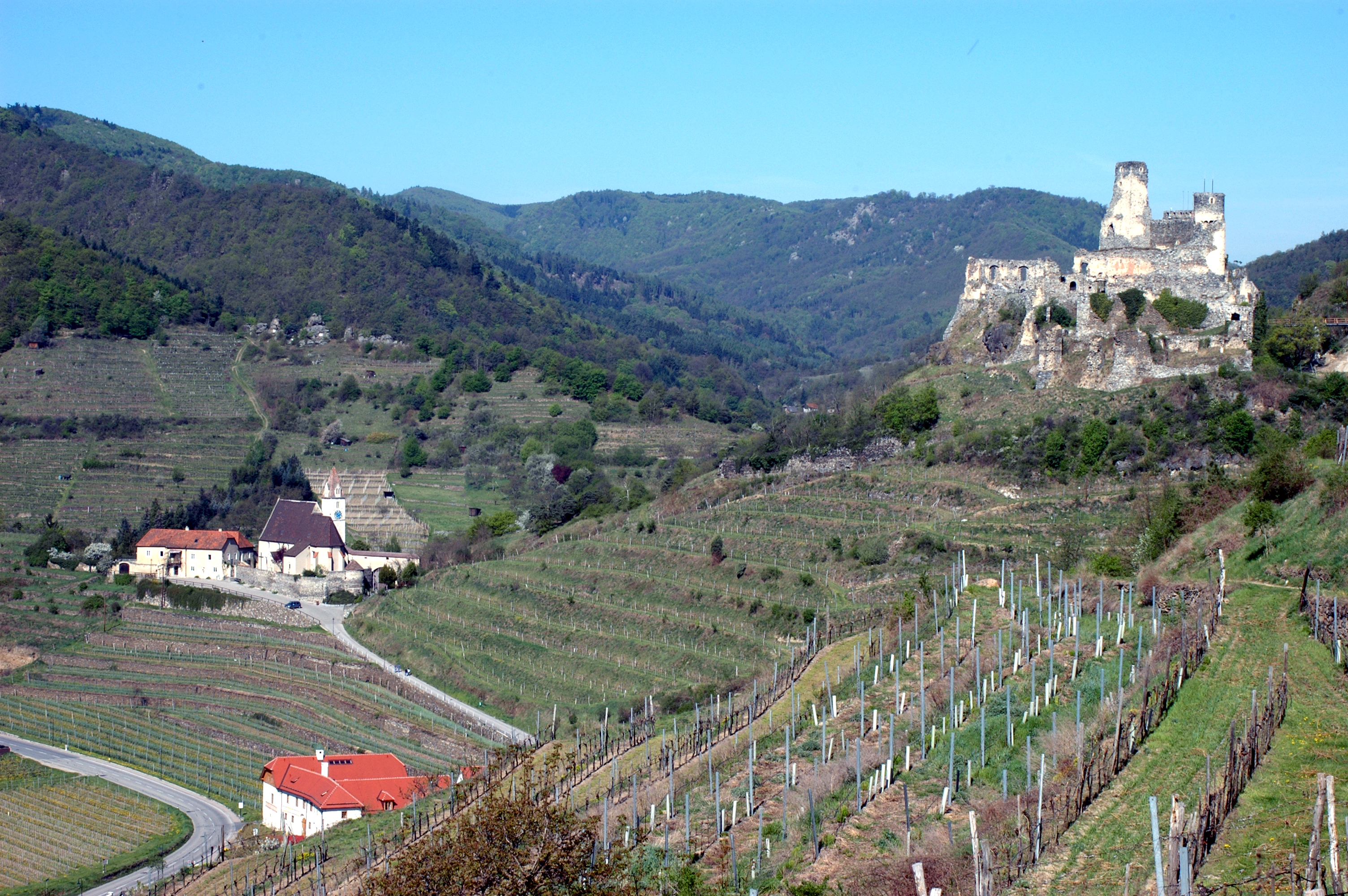
Pfarrkirche und Burgruine Senftenberg

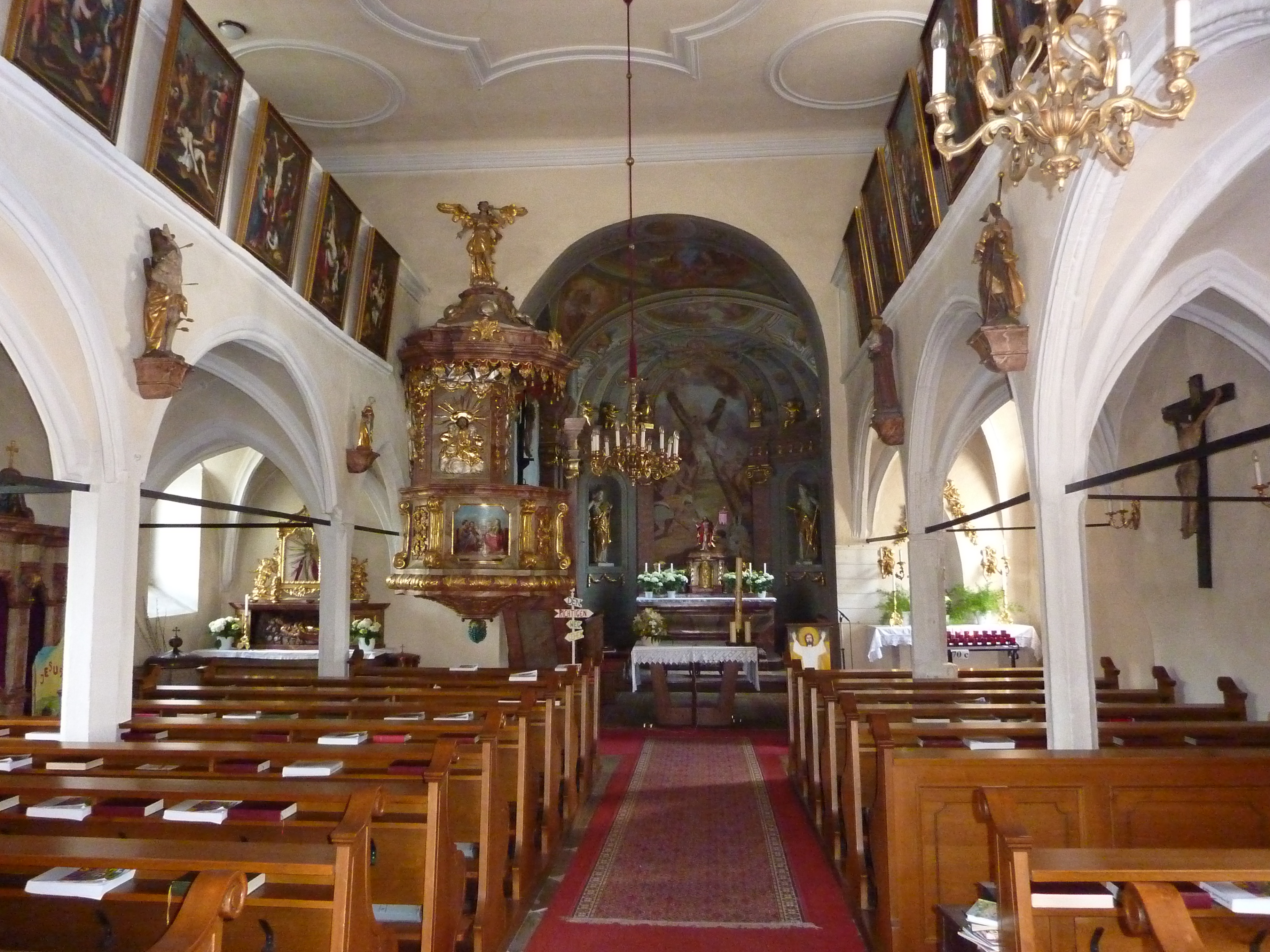
Langhaus, Blick zum Chor

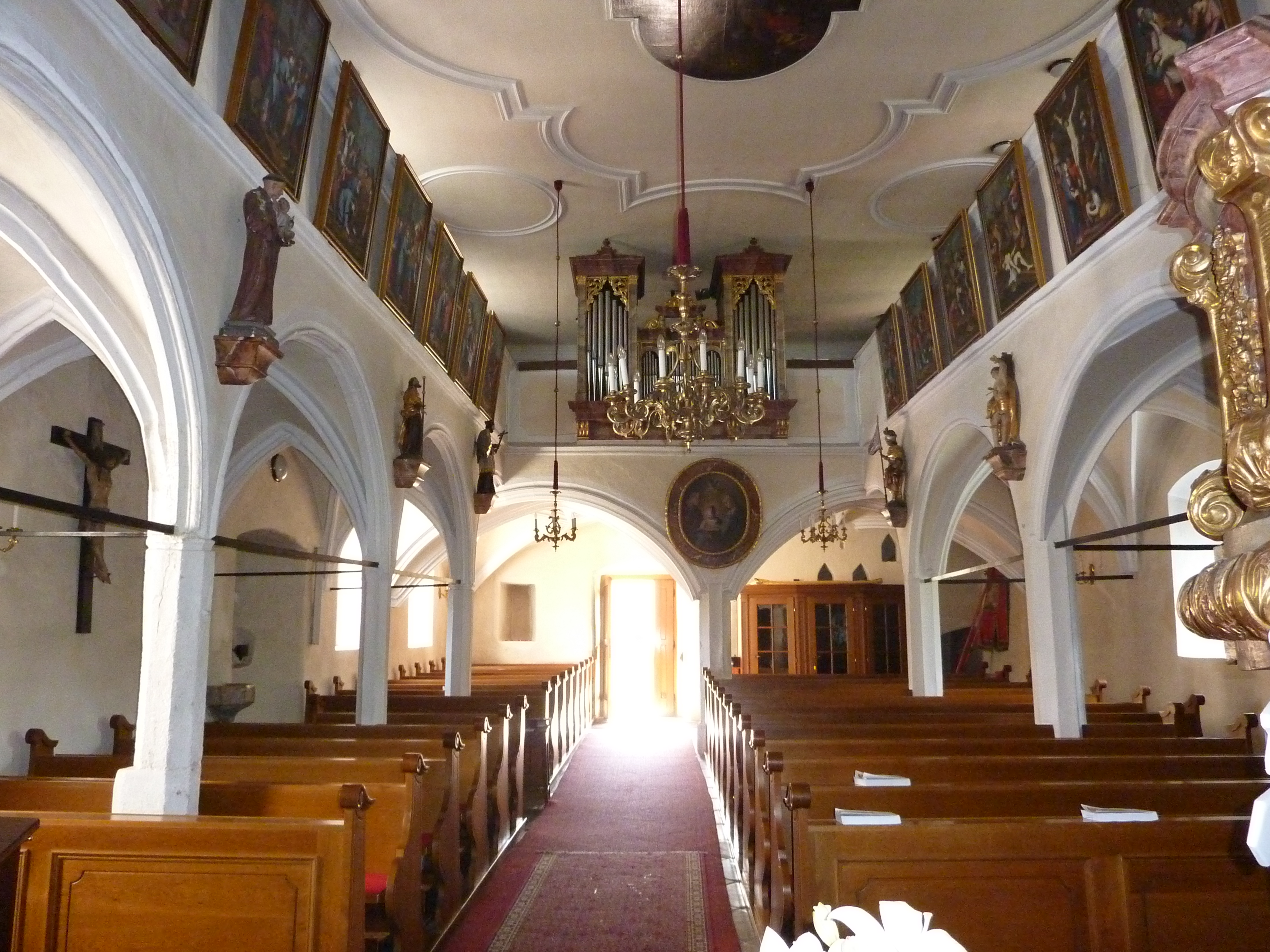
Langhaus, Blick zur Empore

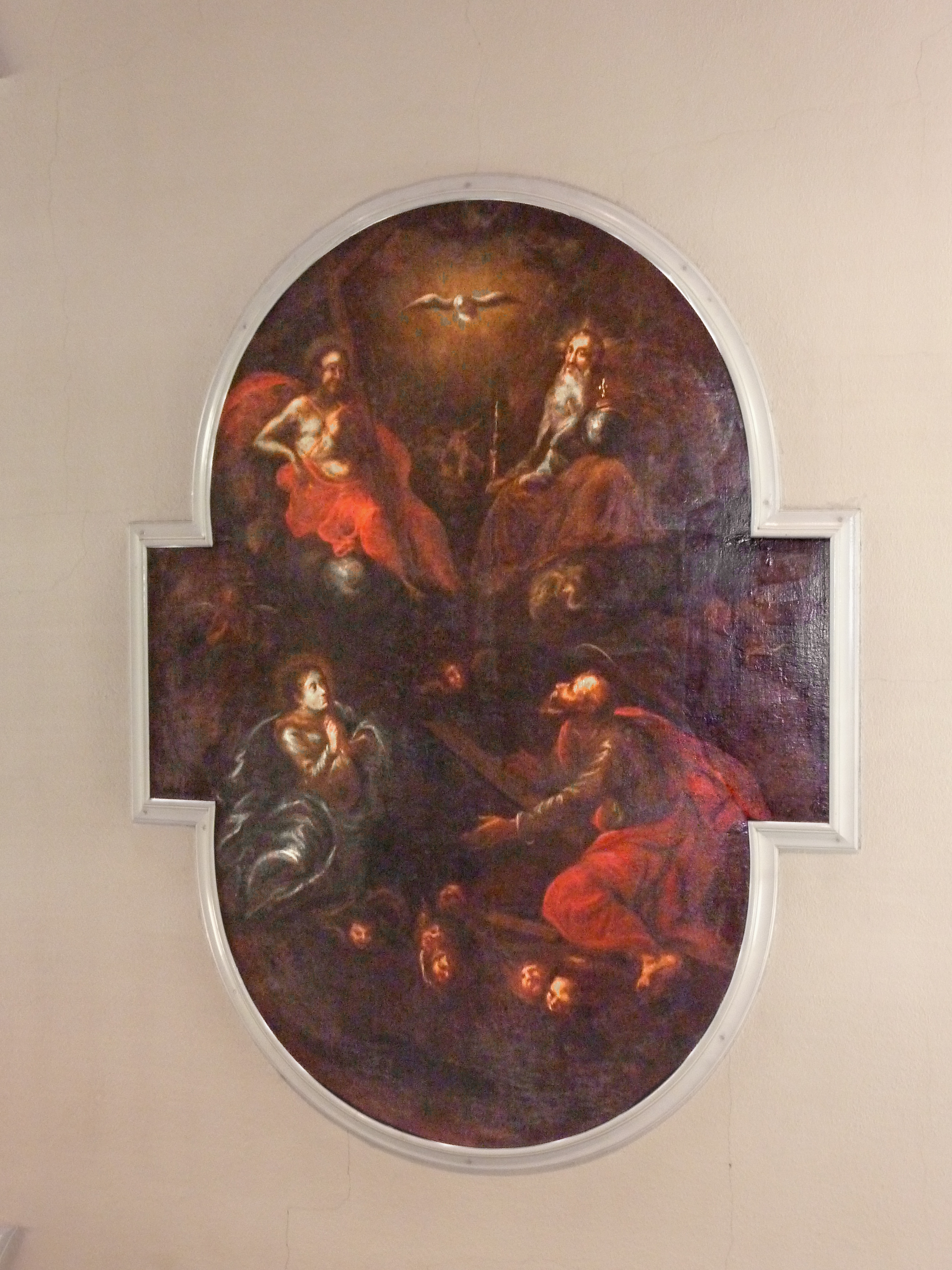
Gemälde unter der Decke

Die römisch-katholische Pfarrkirche Senftenberg steht mit dem Pfarrhof auf dem Umlaufberg im Südosten der Marktgemeinde Senftenberg im Bezirk Krems-Land in Niederösterreich. Die dem Patrozinium des Heiligen Andreas unterstellte Pfarrkirche gehört zum Dekanat Krems in der Diözese St. Pölten. Die ursprüngliche Wehrkirche mit einer Kirchhofummauerung und einer Zugangsbrücke steht unter Denkmalschutz (Listeneintrag).

## Geschichte
Die Pfarre wurde wahrscheinlich im 12. Jahrhundert gegründet und war mit der Herrschaft verbunden. 1230 wurde ein Kaplan zu einem Herrschaftbenefizium genannt. 1304 wurde urkundlich ein Pfarrer genannt.
Eine Holzkirche wird für etwa 1000 angenommen. Eine mittelalterliche Wehrkirche entstand in mehreren Bauphasen im 12. Jahrhundert bis in die erste Hälfte des 16. Jahrhunderts. 1966 war eine Restaurierung.

## Architektur
Die ehemalige Burgkirche steht mit dem Pfarrhof auf dem Umlaufberg in einer wehrhaften Friedhofsummauerung. Die vieleckig geführte hohe Kirchhofmauer steht allseitig an steilen Abhängen, teils auf 6 m hohen Futtermauern. Im Westen steht der Pfarrhof über dem ehemaligen Halsgraben. Es gibt zahlreiche Rechteck- und Maulscharten sowie im Norden und Osten je einen halbrund vorgezogenen Mauerturm. Der östliche Turm wurde im späten 18. Jahrhundert zu einer Kapelle umgebaut. Eine gemauerte und gedeckte Bogenbrücke führt von der nordöstlichen Ecke über einen schluchtartigen Graben, sie war ursprünglich ein Fahrweg aus dem 17. Jahrhundert.
Das Langhaus der Kirche mit Fenstern aus den Jahren 1966/1967 stammt im Kern aus dem 14. Jahrhundert. Die Westgiebelfront trägt ein Steinkreuz aus dem 19. Jahrhundert als Bekrönung, das Spitzbogenportal aus dem 14. Jahrhundert ist profiliert. An der Südseite des Langhauses steht ein kleiner übergiebelter Vorbau für ein verstäbtes Schulterbogenportal von 1522, das im 19. Jahrhundert vom ehemaligen nördlichen Gruftabgang hierher übertragen wurde. Der eingezogene Chor mit einem Fünfachtelschluss hat Strebepfeiler aus dem 14. Jahrhundert, der südliche Sakristeianbau steht am südlichen Chorjoch, es gibt Spitzbogenfenster mit stark übergangenen Dreiblattmaßwerk. Im nördlichen Chorwinkel steht der dreigeschoßige Turm als wohl ältester Bauteil, im Kern aus dem 12./13. Jahrhundert mit einer erneuerten Ortsteingliederung in Sgraffitotechnik und im Osten mit einem Rest eines gemalten Marktwappens. Das Glockengeschoß hat gekuppelte Dreipassfenster, am Pyramidenturm gibt es vier Turmhäuschen mit Zwillingsfenstern aus dem 16. Jahrhundert.
Innen hat das Langhaus eine Flachdecke mit einem geschweiften Knickspiegel aus der ersten Hälfte des 18. Jahrhunderts. In der Mitte der Decke stellt ein Ölbild aus dem späten 18. Jahrhundert die Heiligen Dreifaltigkeit dar. Die spätgotische Empore steht auf schlanken gekehlten Achtseitpfeilern aus der Zeit um 1500. Die Westempore ist an den Seitenwänden beidseits bis zum Triumphbogen vorgezogen, sie ist stern-, netz- und kreuzrippenunterwölbt, und durch ihre Höhe beherrscht sie den Raum. Im Nordwesten gibt es einen Treppenaufgang zur Empore mit einem Rechteckportal mit Rosettendekor. Ein quadratisches Joch im Nordosten unter der Empore mit einem Kreuzrippengewölbe enthält einen sternförmigen Schlussstein. Das Seitenportal hat einen spätgotischen/frühneuzeitlichen Beschlag mit einem schlangenförmigen Klopfer. Der gotische Chor ist barock umgestaltet mit Platzlgewölben auf ionischen Pilastern, der Chorschluss ist ausgerundet. Die Sakristei an der Südseite hat als ehemalige Chorjochwölbung hierher übertragenes Kreuzrippengewölbe, die Sakristeitür hat einen spätgotischen Eisenbeschlag. An der Turmsüdwand als ehemalige Außenwand, nun der Dachboden des Chores, befinden sich ein Konsolauflager und ein vermauertes Spitzbogenfenster sowie Reste einer geritzten Diamantquaderung.
Es gibt Gruftkammern, eine unter dem Chorquadrat, zwei unter dem Langhaus. Eine Gebeinegruft befindet sich nordwestlich unter dem Langhaus. 

## Ausstattung
Im Chor gibt es eine spätbarocke scheinarchitektonische Wandmalerei, in den Scheinkuppeln die Darstellungen Mariä Himmelfahrt und Engelsturz sowie Opferung Isaaks und in den Zwickeln die Kirchenväter, des Weiteren an der Apsiswand das Fresko hl. Andreas, alle von Andreas Rudroff um 1800.
An der nördlichen ehemaligen Choraußenwand befinden sich Reste der Wandmalerei „Hl. Christophorus“, um 1500.

## Einrichtung
Der 1962 neu gestaltete Hochaltar steht auf einen Sarkophagaltar mit einem Tabernakel aus dem Ende des 18. Jahrhunderts, seitlich gibt es eine Stuckmarmorauskleidung mit Nischenfiguren der Heiligen Peter und Paul, die um die Mitte des 18. Jahrhunderts geschaffen wurden.
Auf dem linken Seitenaltar steht in einer Vitrine mit einer reichen Rocailledekoration und von Putten flankiert eine Nachbildung des Gnadenbilds Prager Jesulein aus der Mitte des 18. Jahrhunderts. Die reich dekorierte Kanzel aus der Mitte des 18. Jahrhunderts hat einen Korb mit Rocaillen und zeigt als Ölbild die Vier Evangelisten; den unteren Abschluss bildet ein traubenförmiger Knauf, an der Rückwand befindet sich das Relief Guter Hirte und auf dem Schalldeckel steht ein Posaune blasender Engel.
Ein ovales Ölbild in einem spätbarocken Rahmen mit der Darstellung Anna lehrt Maria das Lesen ist der Schule Martin Johann Schmidt um 1800 zugeschrieben. Das Ölbild des hl. Andreas mit einer Ansicht der Pfarrkirche und der Ruine Senftenberg im Hintergrund entstand in der zweiten Hälfte des 19. Jahrhunderts.
Das spätgotische zehnseitige Taufbecken aus Marmor mit einer reichen Profilierung entstand Anfang des 16. Jahrhunderts. Das Weihwasserbecken ist ebenfalls spätgotisch. Der spätbarocke Beichtstuhl zeigt mit einem kleinen Aufsatzbild die Schlüsselübergabe an Petrus.
Die Orgel mit 10 Registern von 1975/76 in einem Gehäuse von 1886 ist das Werk von Gregor Hradetzky. Die Glocken goss Johann Caspar Hofbauer 1782.

## Grabdenkmäler
Außen
- Die Inschriftplatten stammen aus dem 19. Jahrhundert. Es gibt außerdem einige neugotische Gusseisenkruzifixe. Ein Kindergrab von 1895 zeigt einen Gusseisenengel. In der nördlichen Kapelle in der Kirchhofmauer hängt ein Kruzifix aus dem Anfang des 20. Jahrhunderts.

Innen
- Die Deckplatte der westlichen Gruftkammer zeigt ein reliefiertes Wappen zu Leopolt Schwarzbeckh 1612.